# Bitecta
Bitecta is een geslacht van vlinders van de familie spinneruilen (Erebidae), uit de onderfamilie Arctiinae.

## Soorten
- B. diastropha Rothschild, 1920
- B. flaveola Rothschild, 1912
- B. murina Heylaerts, 1891
- B. xanthura Rothschild, 1920